# Galway Hooker (birra)
Galway Hooker è una birra della contea di Galway. Creata nel 2006 dai cugini Ronan Brennan e Aidan Murphy, ha ricevuto numerosi riconoscimenti in ambito nazionale.

## Premi
- 2007 - Dichiarata la migliore birra in Irlanda dalla Bridgestone Irish Food Guide.[3]
- 2007 - Vincitrice del premio Irish Craft Brewers Award per la migliore birra.
- 2009 - Vincitrice del premio Irish Craft Brewers Award per la migliore birra dell'anno.
- 2010 - Seconda classificata per il premio Irish Craft Brewers per la migliore birra dell'anno.